# Clojure
Clojure és un llenguatge de programació de la família del Lisp i l'Scheme dissenyat per operar estretament amb Java sobre la màquina virtual JavaVM.
Posteriorment se n'ha desenvolupat un rerefons per a la màquina virtual CLR de .NET encara en fase beta.

## Característiques
- Desenvolupament dinàmic amb un intèrpret, altrament anomenat REPL: inicials de Read Eval Print Loop (bucle de lectura avaluació impressió).
- Funcions com a objectes de primera (poden ser passats com a paràmetre o obtinguts de retorn).
- Seqüències d'avaluació tardana.
- Un bon feix d'estructures de dades immutables amb persistència.
- Programació concurrent amb STM (sigles de Software transactional memory o Memòria Transaccional per Programari).
- Compilació a codi JVM.
- Estreta integració amb Java.